# Alexis Raynaud
Alexis Raynaud (ur. 19 sierpnia 1994 r. w Grasse) – francuski strzelec sportowy, brązowy medalista olimpijski z Rio de Janeiro.
Specjalizuje się w strzelaniu karabinowym. Zawody w 2016 roku były jego pierwszymi igrzyskami olimpijskimi. W Rio de Janeiro medal zdobył w trzech postawach na dystansie 50 metrów. W tej konkurencji w 2015 roku zdobył srebro mistrzostw Europy. W rywalizacji juniorskiej był indywidualnym wicemistrzem świata w 2014 w trzech postawach oraz w karabinie małokalibrowym na dystansie 50 metrów leżąc.

## Igrzyska olimpijskie
| Igrzyska | Miejscowość    | Konkurencja                               | Kwalifikacje | Kwalifikacje | Finał | Finał   |
| Igrzyska | Miejscowość    | Konkurencja                               | Wynik        | Pozycja      | Wynik | Pozycja |
| -------- | -------------- | ----------------------------------------- | ------------ | ------------ | ----- | ------- |
| IO 2016  | Rio de Janeiro | Karabin małokalibrowy, trzy pozycje, 50 m | 1176         | 5. Q         | 448,4 | brąz    |